# Таупо (вулканічна зона)

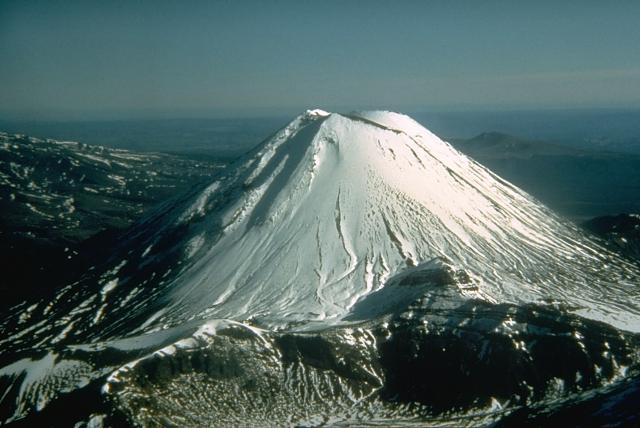
Вулкан Нгаурухое

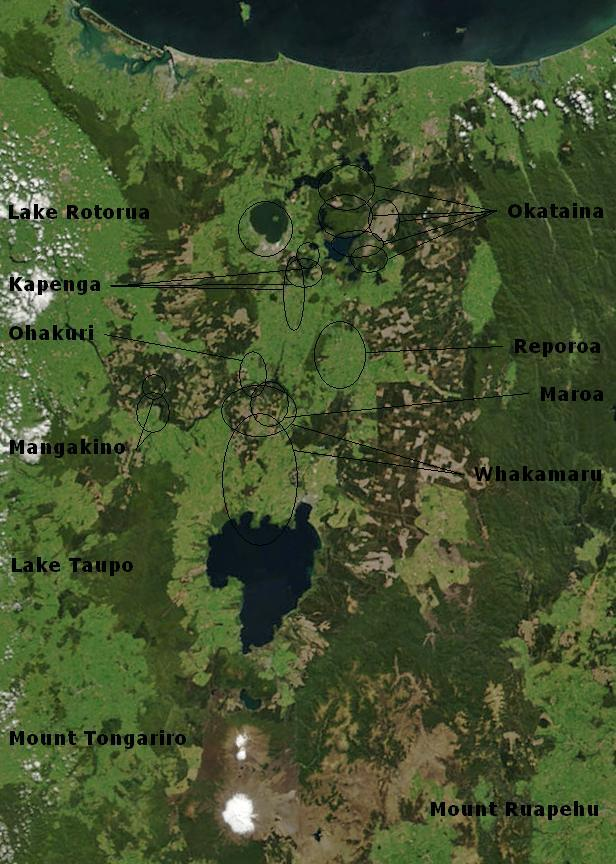
Вулкани та озера вулканічної зони Таупо

Вулканічна область Таупо — вулканічна область на Північному острові Нової Зеландії, проявляла активність протягом останніх двох мільйонів років і є діючею. Зона включає вулкан Руапеху і область на північний схід від нього — райони Таупо і Роторуа, а також узбережжя затоки Пленті. Зона Таупо є частиною більшого Центрального вулканічного регіону, активного вже 4 мільйони років, який простягається на захід через затоку Пленті аж до східної частини півострова Коромандел. Вулканічна зона Таупо розширюється зі сходу на захід зі швидкістю близько 8 мм на рік. Свою назву вона отримала від озера Таупо, що є затопленою кальдерою найбільшого вулкана зони — Таупо.

## Активність
У цій вулканічній зоні є велика кількість геотермальних полів і вулканічних жерл. Найактивніші вулкани зони — Руапеху, Нгаурухое, Вайт-Айленд. Найбільшим виверження у зоні Таупо з часу прибуття європейців до Нової Зеландії є виверження вулкана Таравера в 1886 році, в результаті якого загинуло понад 100 осіб. Раннє населення маорі також могло постраждати від попереднього виверження Таравера близько 1300 року.
Останнє велике виверження вулкана Таупо, виверження Хатепе, відбулося приблизно в 230 році н. е. Раніше і потужніше виверження Оруануї, що відбулося 26 500-27 100 років до н. е., є останнім гігантським виверженням, що досягло максимальних 8 балів за шкалою VEI. У результаті виверження було викинути 1170 км³ вулканічної речовини.
Основна вулканічна діяльність іншої кальдери — Роторуа — має вік близько 220 тис. років, остання активність — виверження трьох вулканічних куполів —, має вік менше 25 тис. років.
Ще однією великою кальдерою в зоні Таупо є кальдера Мароа, утворена близько 230 000 років тому. Розміри Мароа досягають 16×25 км, вона має не менше 70 простих і складних вулканічних куполів.